# محمد حبيب شاكر
محمد حبيب شاكر (1866 - 1939) كان قاضياً مصرياً ولد في القاهرة وتخرج من جامعة الأزهر.

## حياته
الشيخ محمد شاكر بن أحمد بن عبد القادر ولد في سنة 1282 هجري 1866 ميلادي في جرجة وهي مدينة في القاهرة. درس وتخرج من جامعة الأزهر. توفي في القاهرة في سنة 1358 هجري الموافق ل 1939 ميلادي.
ابنه الشيخ أحمد محمد شاكر كتب سيرة حياة أبيه في أطروحة معنونة بمحمد شاكر علم من أعلام العصر.

## المناصب
- قاضي المحكمة العليا للسودان لمدة 4 سنوات ([[1890-1893)
- عميد علماء الإسكندرية
- وكيل الأزهر وعضو في مجلس إدارتها
- عضو في هيئة الأزهر لكبار العلماء
- عضو في الجمعية التشريعية للأزهر

## أعماله
- الدروس الأولية في العقيدة الدينية
- القول الفصل في ترجمة القرآن الكريم
- السيرة النبوية

## خلافات الترجمة إلى الإنجليزية
تم الإشارة إلى محمد حبيب شاكر في العديد من مواقع الإنترنت كمترجم معروف للقرآن إلى اللغة الإنجليزية